# Samariscus xenicus
Samariscus xenicus is een straalvinnige vissensoort uit de familie van schollen (Pleuronectidae). De wetenschappelijke naam van de soort is voor het eerst geldig gepubliceerd in 1962 door Ochiai & Amaoka.